# Lanvallay
Lanvallay ([lɑ̃valɛ]) est une commune française située dans le département des Côtes-d'Armor, en région Bretagne.
Ses habitants se nomment les Côtissois et les Côtissoises. Ils étaient 4 235 au recensement de 2022.

## Géographie
Lanvallay est une commune des Côtes-d'Armor, située en Bretagne à l'ouest de la France.
| Taden       |           | Saint-Hélen       |
| Dinan       | Lanvallay |                   |
| Saint-Carné | Calorguen | Les Champs-Géraux |

### Relief et hydrographie

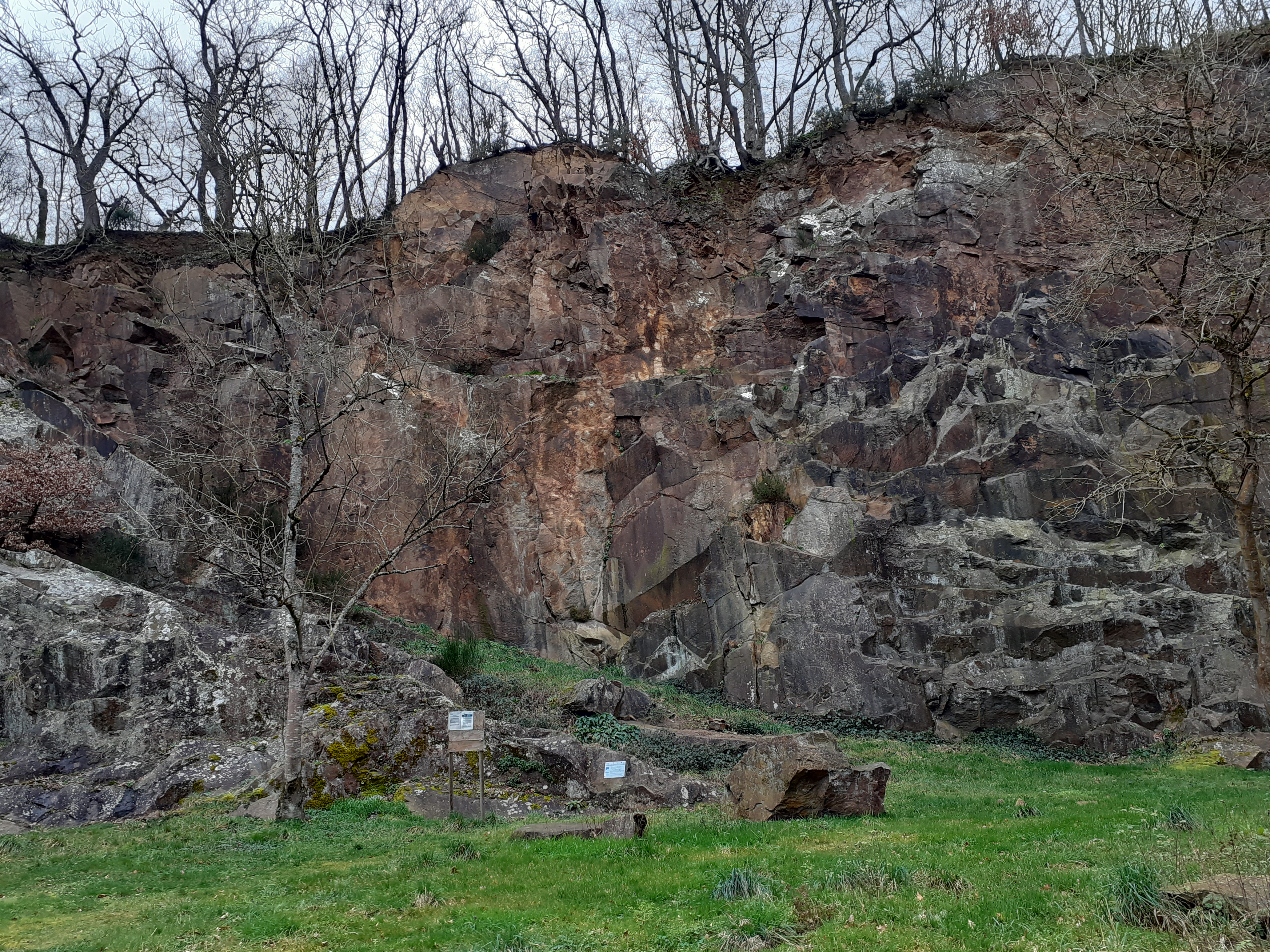
Site d'escalade de la Vieille Rivière à Lanvallay. Site équipé par la Fédération française de la montagne et de l'escalade.
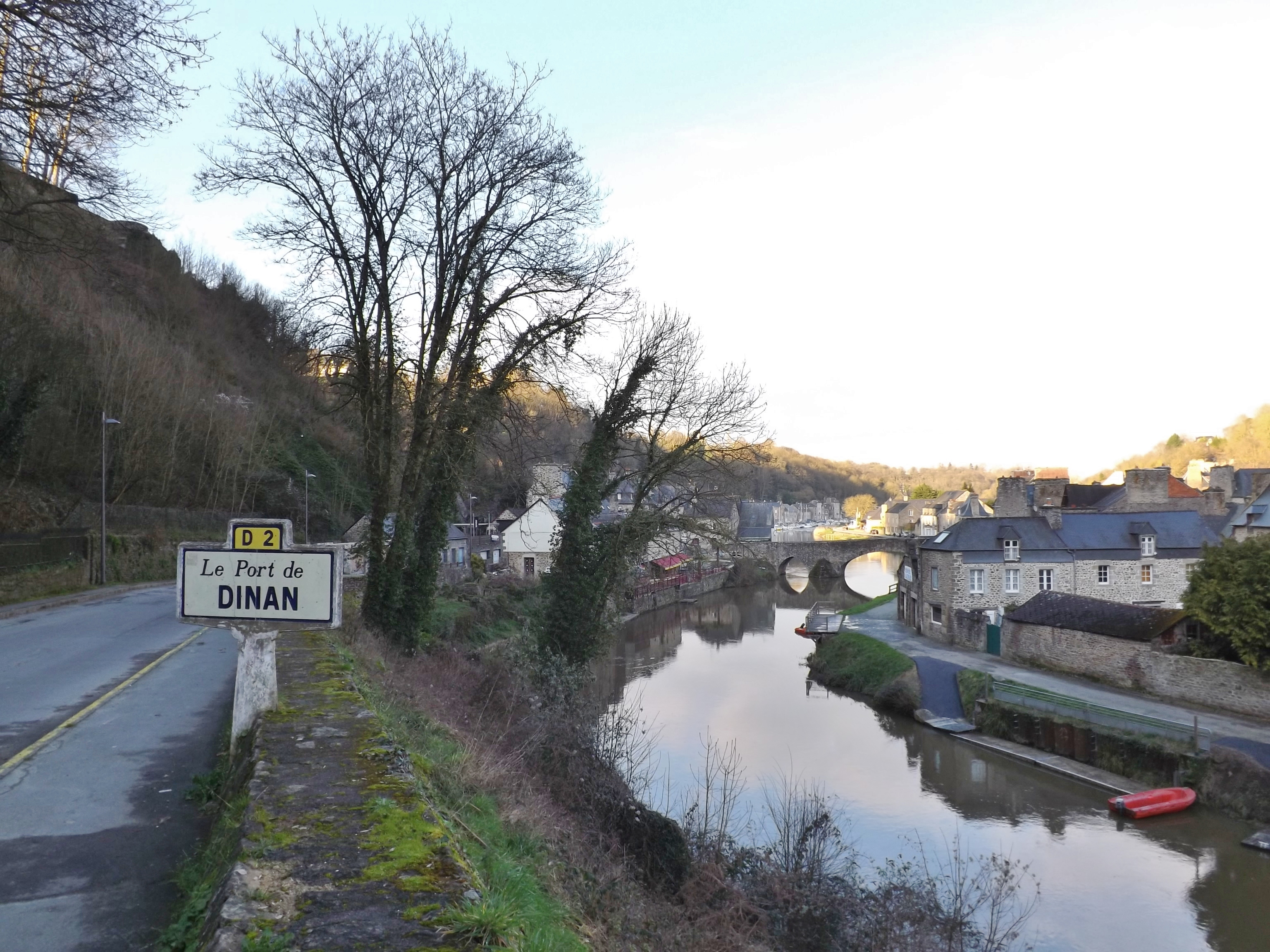
La Rance sépare  Dinan et son port (rive gauche, à gauche sur la photographie) et Lanvallay (rive droite).

### Hydrographie
Pour un article plus général, voir Réseau hydrographique des Côtes-d'Armor.
La commune est située dans le bassin Loire-Bretagne. Elle est drainée par la Rance, le canal d'Ille et Rance, le Pont aux Chats et le ruisseau du Gué parfond,,.
La Rance, d'une longueur de 104 km, prend sa source dans la commune du Mené et se jette  dans la Manche entre Dinard et Saint-Malo, après avoir traversé 28 communes. 
Le canal d'Ille-et-Rance est un canal, chenal et un cours d'eau naturel navigable, d'une longueur de 84 km. Il prend sa source dans la commune de Montreuil-sur-Ille et se jette  dans l'Ille à Saint-Grégoire, après avoir traversé 25 communes. 

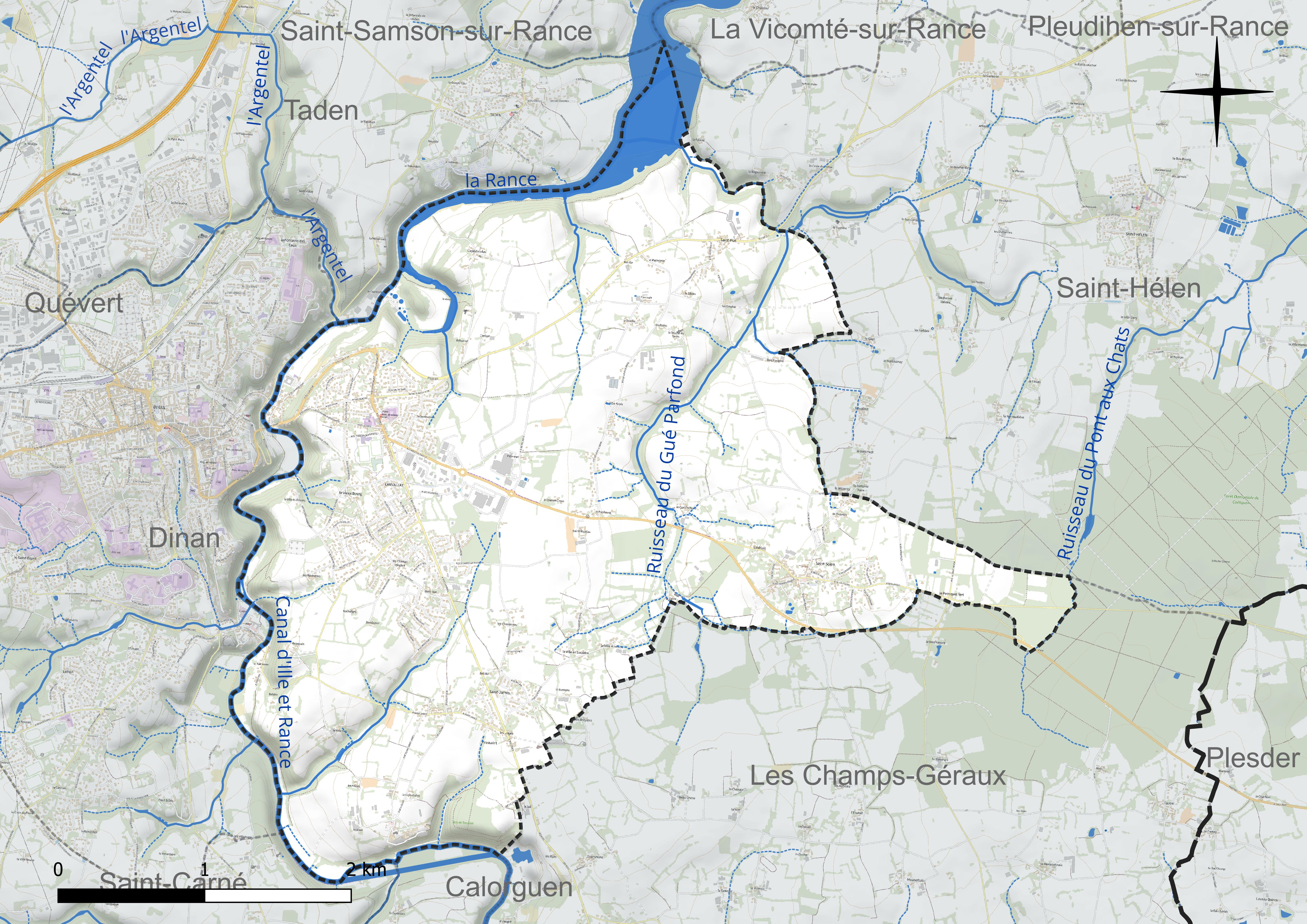
Réseau hydrographique de Lanvallay.

### Climat
Pour des articles plus généraux, voir Climat de la Bretagne et Climat des Côtes-d'Armor.
En 2010, le climat de la commune est de type climat océanique franc, selon une étude du CNRS s'appuyant sur une série de données couvrant la période 1971-2000. En 2020, Météo-France publie une typologie des climats de la France métropolitaine dans laquelle la commune est exposée à un climat océanique et est dans la région climatique  Bretagne orientale et méridionale, Pays nantais, Vendée, caractérisée par une faible pluviométrie en été et une bonne insolation. Parallèlement l'observatoire de l'environnement en Bretagne publie en 2020 un zonage climatique de la région Bretagne, s'appuyant sur des données de Météo-France de 2009. La commune est, selon ce zonage, dans la zone « Intérieur », exposée à un climat médian, à dominante océanique.  
Pour la période 1971-2000, la température annuelle moyenne est de 11,3 °C, avec une amplitude thermique annuelle de 12,2 °C. Le cumul annuel moyen de précipitations est de 746 mm, avec 12,1 jours de précipitations en janvier et 6,7 jours en juillet. Pour la période 1991-2020, la température moyenne annuelle observée sur la station météorologique la plus proche, située sur la commune du Quiou à 12 km à vol d'oiseau, est de 11,6 °C et le cumul annuel moyen de précipitations est de 757,4 mm,. Pour l'avenir, les paramètres climatiques de la commune estimés pour 2050 selon différents scénarios d'émission de gaz à effet de serre sont consultables sur un site dédié publié par Météo-France en novembre 2022.

## Urbanisme

### Typologie
Au 1er janvier 2024, Lanvallay est catégorisée ceinture urbaine, selon la nouvelle grille communale de densité à 7 niveaux définie par l'Insee en 2022.
Elle appartient à l'unité urbaine de Dinan, une agglomération intra-départementale dont elle est une commune de la banlieue,. Par ailleurs la commune fait partie de l'aire d'attraction de Dinan, dont elle est une commune de la couronne,. Cette aire, qui regroupe 25 communes, est catégorisée dans les aires de moins de 50 000 habitants,.

### Occupation des sols
L'occupation des sols de la commune, telle qu'elle ressort de la base de données européenne d’occupation biophysique des sols Corine Land Cover (CLC), est marquée par l'importance des territoires agricoles (71 % en 2018), en diminution par rapport à 1990 (76,6 %). La répartition détaillée en 2018 est la suivante : zones agricoles hétérogènes (34,6 %), terres arables (30,7 %), zones urbanisées (14,7 %), forêts (11 %), prairies (5,7 %), zones industrielles ou commerciales et réseaux de communication (1,7 %), eaux continentales (1,5 %). L'évolution de l’occupation des sols de la commune et de ses infrastructures peut être observée sur les différentes représentations cartographiques du territoire : la carte de Cassini (XVIIIe siècle), la carte d'état-major (1820-1866) et les cartes ou photos aériennes de l'IGN pour la période actuelle (1950 à aujourd'hui).

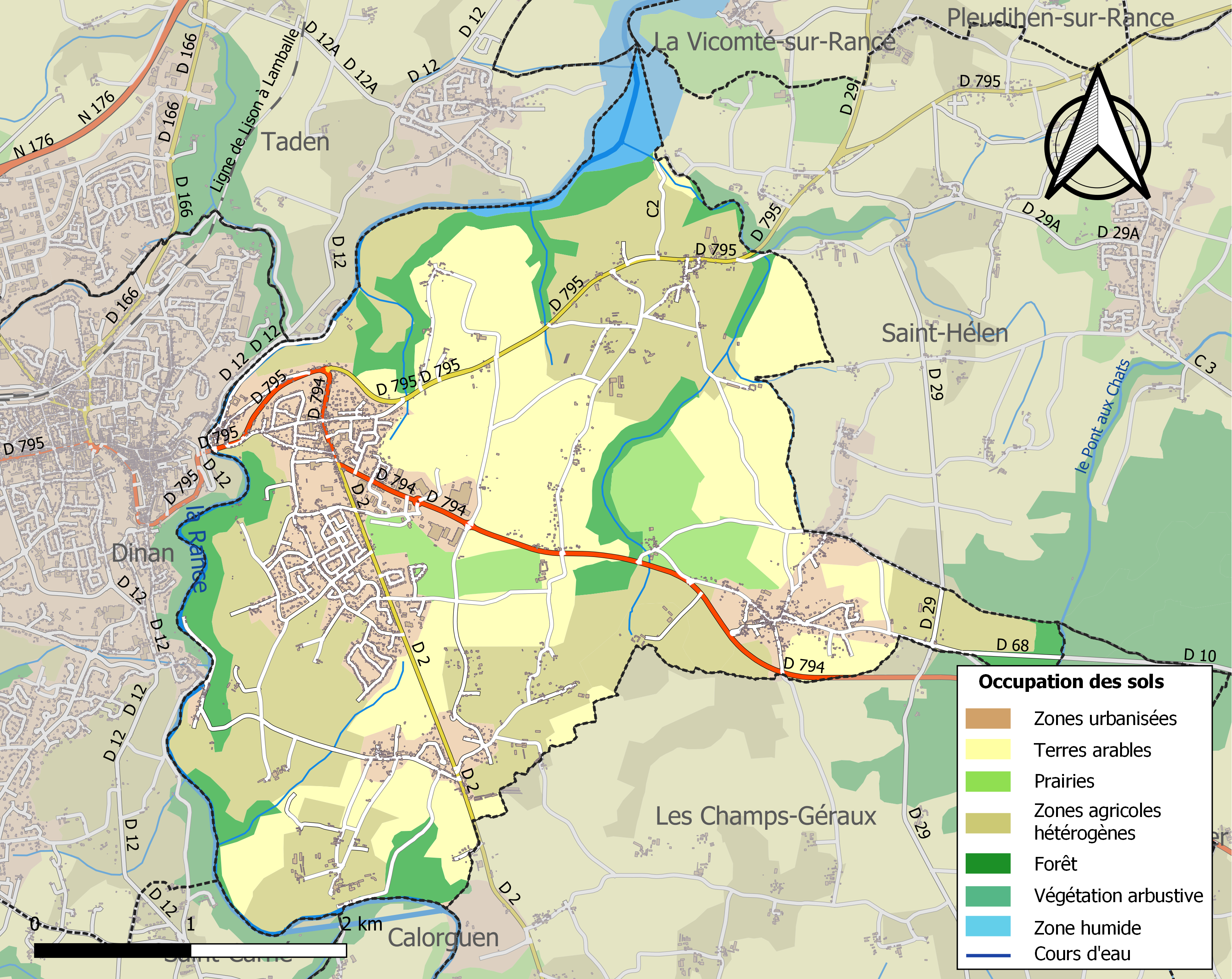
Carte des infrastructures et de l'occupation des sols de la commune en 2018 (CLC).

## Origine du gentilé
La source du terme Côtissois, pour désigner les habitants de Lanvallay, n'est pas connue avec certitude. L'explication la plus crédible est que ce nom viendrait de la digitale, qui poussait sur les bords de Rance, et qui en gallo se nomme cotia ou cotissa. Ce surnom, donné par les Dinannais, apparaît dès 1884.
Selon Yves Castel (un historien local), le dimanche, les Dinannais allaient se promener sur les bords de la Rance, notamment sur les prairies de Lanvallay, où les fleurs de digitale poussent en abondance, de mi-juin à mi-juillet. En gallo on appelle cette fleur la côtiâ ou la cotissouâ, d'où le surnom de Cotiâs ou Côtissouâs d'Lanvallâ attribués par les citadins aux habitants de Lanvallay, qui se dit Lanvallâ en gallo. Francisé au cours du XIXe siècle, ce sobriquet est devenu Côtissois en français écrit. Ce nom est devenu le gentilé officiel des habitants de la commune en 1961.

## Toponymie
Le nom de la localité est attesté sous les formes Lanvalei à la fin du XIIe siècle, Lanvalay en 1154, Lanvallei en 1167, Lanvalae en 1201, Parrochia de Lanvalay en 1219, Lanvalae en 1240, Parrochia de Lanvalaio en 1262, Lanvalet en 1262, Lanvalay et Lanvaley en 1271, Parrochia de Lanvallayo en 1295, Lanvalais vers 1330, Lanvalay à la fin du XIVe siècle, Lanvaley en 1420, Lanvalay en 1453 et en 1516 et Lanvallay dès 1790.
Lanvallay se trouve dans la zone de diffusion de la toponymie brittonique.
Lanvallay semble être un nom en Lan- « territoire, le plus souvent consacré à un saint » (breton lann « ajonc », mais autrefois aussi « lande » et « monastère », même mot que le français lande, d'origine gauloise.
Le second élément doit être, comme c'est le plus souvent le cas, un nom de personnage ou de saint. Ici il s'agit probablement de Saint Balay († en 524), vieux breton Balae (variante Bachla) ou Valay ou Balley ou Biabailus, seigneur de Rosmadec en Bretagne, disciple de saint Guénolé, moine à Landévennec, puis ermite sur la montagne de Penflour, près de Châteaulin et Ploermellac ; patron  de Ploubalay fêté le 12 juillet.
Il a donné son nom à plusieurs villes ou villages des alentours :
- Ploubalay ;
- Saint-Valay, village de Taden.

## Histoire

### L'Antiquité
Deux voies romaines traversaient la commune, l'une empruntait le gué de Taden entre l'Asile des Pêcheurs (Taden) et l'embouchure du ruisseau du Pont Josselin pour rejoindre Saint-Piat (voie Corseul-Avranches), la deuxième aurait traversé la Rance au niveau du pont de Léhon (voie Corseul-Le Mans).
Les fouilles préventives effectuées en 2012 à l'emplacement de la ZAC de Coetquen (site de production des Gavottes en 2018) ont révélé l'existence d'une occupation humaine datant de la période de la Tène ainsi que la présence d'une riche villa gallo-romaine.
La paroisse de Lanvallay faisait partie du doyenné de Dol relevant de l'évêché de Dol et était sous le vocable de saint Méen.

### L'Époque moderne

#### XVIIIesiècle
En 1790, de paroissial, le territoire est érigé en commune.

#### XIXesiècle
- 1807 : la commune de Tressaint lui est rattachée.
- 1828 : Tressaint lui est détachée.

### LeXXesiècle

#### La Belle Époque

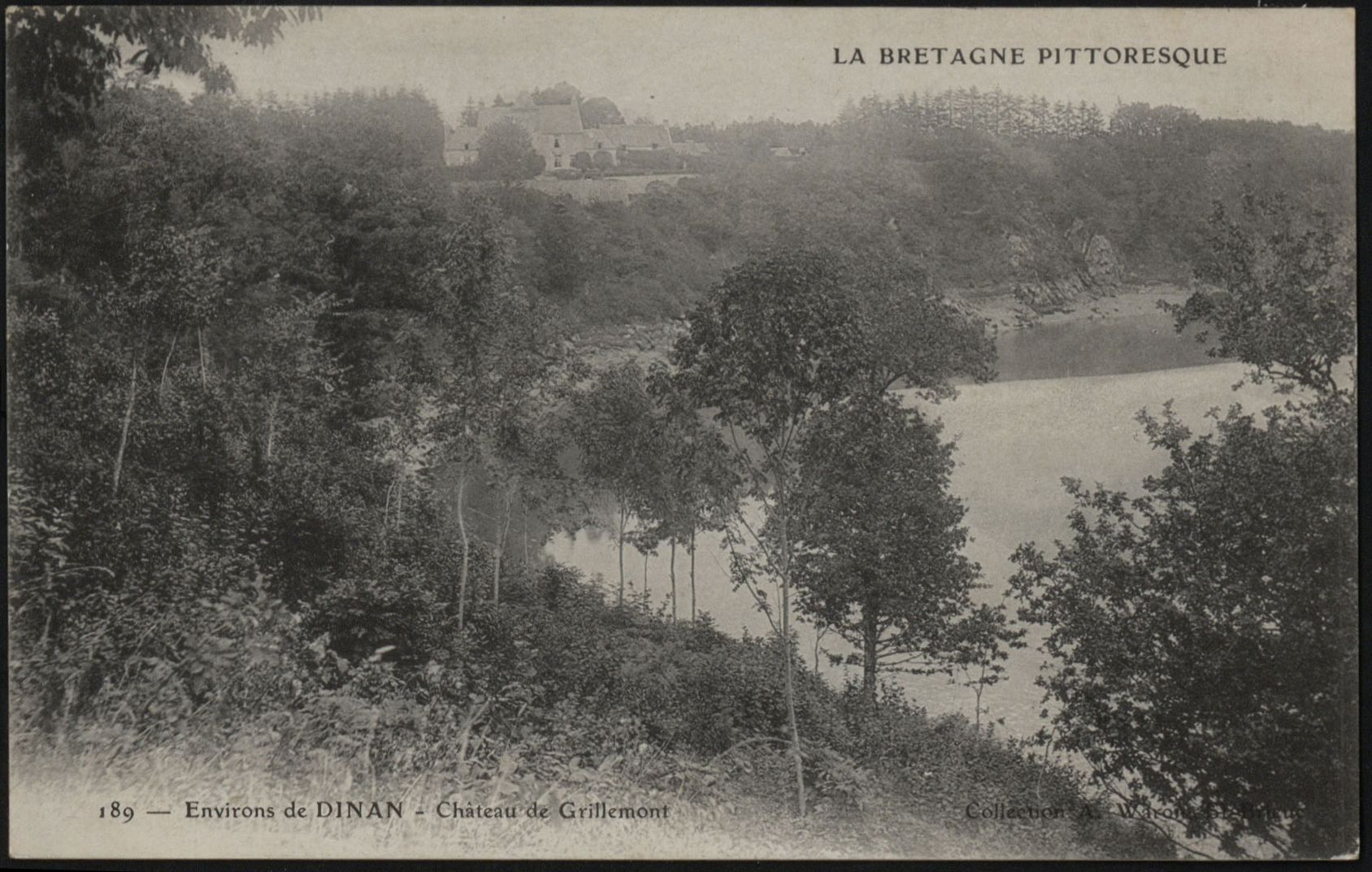
Le château de Grillemont vers 1900.

#### Les guerres duXXesiècle
Le monument aux morts porte les noms de 59 soldats morts pour la patrie :
- 49 sont morts durant la Première Guerre mondiale ;
- neuf sont morts durant la Seconde Guerre mondiale ;
- un est mort durant la guerre d'Indochine.

#### Le rattachement de Tressaint et Saint-Solen
Le 1er janvier 1973 les communes de Tressaint et de Saint-Solen lui sont rattachées pour former le Grand Lanvallay.

### LeXXIesiècle

#### Le scandale sexuel du foyer de charité de Tressaint
Au moins 90 femmes hébergées pour des séjours d'environ une semaine et venues faire des retraites spirituelles ou se ressourcer dans le foyer de charité de Tressaint, lequel dépend d'un réseau catholique de communautés religieuses dénommé Foyers de charité qui compte 80 prieurés dans le monde, ont été victimes d'agressions sexuelles au sein de ce foyer de la part d'un religieux décédé en 2004. Le scandale éclate tardivement en 2018 et le responsable d'alors du foyer de charité, Hervé Gosselin, devenu depuis évêque d'Angoulême, s'est vu reprocher son silence sur ces faits.

### Légende
La légende raconte que saint Valay (ou Balay), disciple de saint Guénolé à l'abbaye de Landévennec, s'était établi là où se trouve aujourd'hui la ville de Dinan. Poursuivi par des femmes furieuses, il franchit d'un bond la Rance et s'installa sur la rive droite, fondant ainsi Lanvallay.

## Héraldique
| Blason à dessiner | Blason  | D'azur au pont d'argent de deux arches, l'une à dextre et l'autre au centre, chargé de trois mouchetures d'hermine de sable et surmonté à senestre d'une plante de digitale [Digitalis purpurea] au naturel posée en bande; au franc-quartier d'azur chargé de sept losanges d'argent et ordonnés 3, 3 et 1. |
| Blason à dessiner | Détails | Le statut officiel du blason reste à déterminer. |
| Blason à dessiner | Alias   | D'azur, à sept losanges accolées d'argent, posées 3, 3, 1. |

## Politique et administration

### Liste des maires

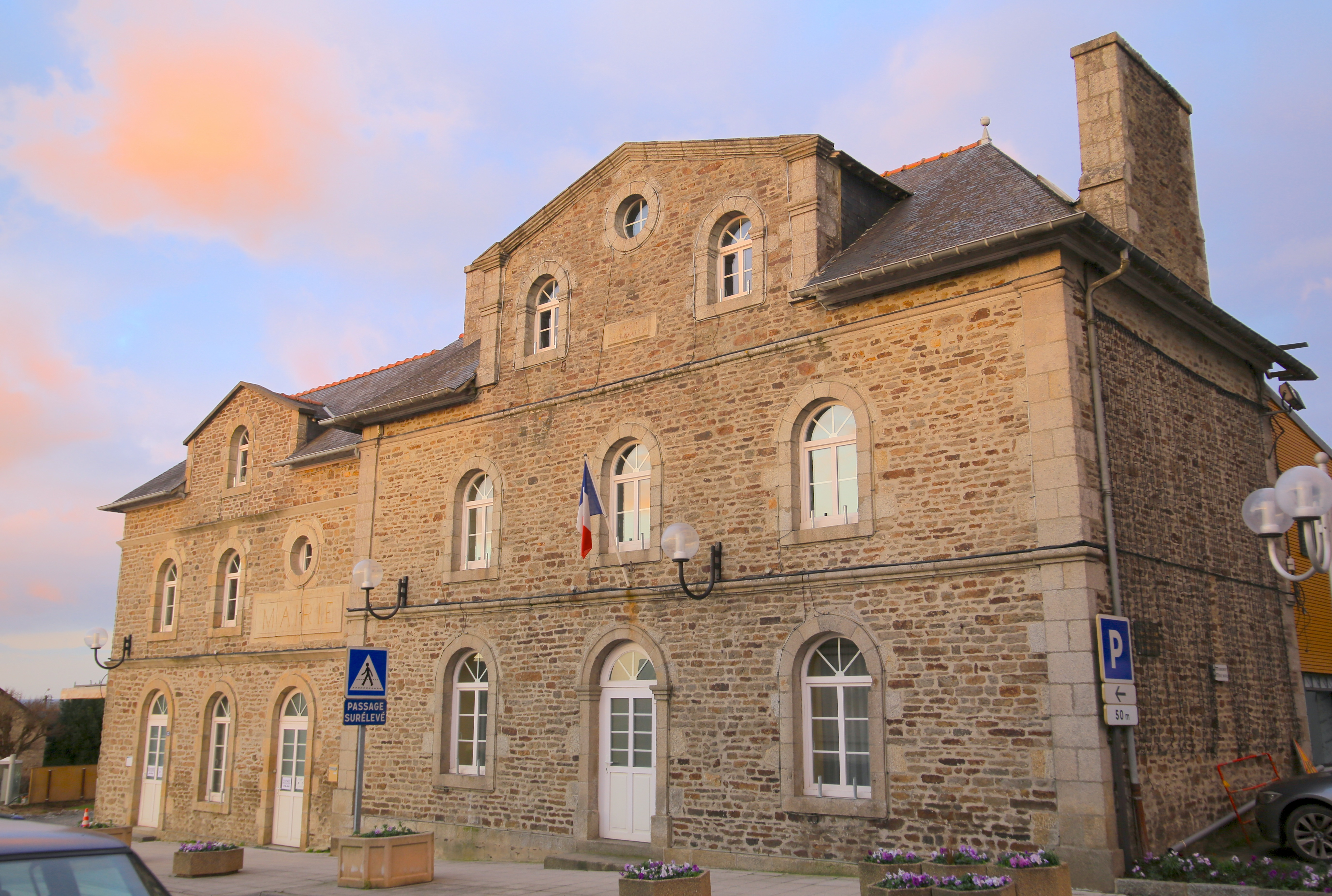
La mairie.

| Période                                  | Période                       | Identité                  | Étiquette      | Qualité |
| ---------------------------------------- | ----------------------------- | ------------------------- | -------------- | --- |
| 1790                                     | 1791                          | Julien François Delépine  |                | Recteur |
| 1837                                     | ?                             | Boisnard                  |                | |
| 1860                                     | ?                             | Bouesnard                 |                | |
| Les données manquantes sont à compléter. |                               |                           |                | |
| mars 1959                                | mars 1983                     | Adolphe Castel            | DVD            | Dirigeant de l'entreprise Castel, maire honoraire (1983) Vice-président du District urbain de Dinan (1963 → 1983)                                                              |
| mars 1983                                | juin 1995                     | Joseph Brasset            | DVD            | Retraité, premier adjoint (1973 → 1983) Vice-président du District urbain de Dinan (1983 → 1995) Maire honoraire Chevalier du Mérite agricole et des Palmes académiques (1995) |
| juin 1995                                | mars 2014                     | Jean-Yves Delarocheaulion | DVD            | Directeur de banque retraité Réélu en 2001 et 2008 |
| mars 2014                                | En cours (au 19 janvier 2021) | Bruno Ricard              | DVG puis EÉLV, | Ingénieur hydrologue 7e vice-président de Dinan Agglomération Réélu pour le mandat 2020-2026                                                                                   |
| Les données manquantes sont à compléter. |                               |                           |                | |

## Démographie
L'évolution du nombre d'habitants est connue à travers les recensements de la population effectués dans la commune depuis 1793. Pour les communes de moins de 10 000 habitants, une enquête de recensement portant sur toute la population est réalisée tous les cinq ans, les populations de référence des années intermédiaires étant quant à elles estimées par interpolation ou extrapolation. Pour la commune, le premier recensement exhaustif entrant dans le cadre du nouveau dispositif a été réalisé en 2006.

En 2022, la commune comptait 4 235 habitants, en évolution de +1,97 % par rapport à 2016 (Côtes-d'Armor : +1,78 %, France hors Mayotte : +2,11 %).
| 1793 | 1800 | 1806 | 1821  | 1831  | 1836  | 1841  | 1846  | 1851  |
| ---- | ---- | ---- | ----- | ----- | ----- | ----- | ----- | ----- |
| 822  | 861  | 838  | 1 042 | 1 193 | 1 140 | 1 121 | 1 270 | 1 301 |

| 1856  | 1861  | 1866  | 1872  | 1876  | 1881  | 1886  | 1891  | 1896  |
| ----- | ----- | ----- | ----- | ----- | ----- | ----- | ----- | ----- |
| 1 253 | 1 205 | 1 298 | 1 250 | 1 337 | 1 334 | 1 361 | 1 190 | 1 248 |

| 1901  | 1906  | 1911  | 1921  | 1926  | 1931  | 1936  | 1946  | 1954  |
| ----- | ----- | ----- | ----- | ----- | ----- | ----- | ----- | ----- |
| 1 265 | 1 283 | 1 299 | 1 162 | 1 159 | 1 146 | 1 191 | 1 165 | 1 132 |

| 1962  | 1968  | 1975  | 1982  | 1990  | 1999  | 2006  | 2011  | 2016  |
| ----- | ----- | ----- | ----- | ----- | ----- | ----- | ----- | ----- |
| 1 294 | 1 599 | 2 901 | 3 307 | 3 310 | 3 068 | 3 268 | 3 830 | 4 153 |

| 2021  | 2022  | - | - | - | - | - | - | - |
| ----- | ----- | - | - | - | - | - | - | - |
| 4 222 | 4 235 | - | - | - | - | - | - | - |

## Cultes
Fondé en 1976, le prieuré Sainte-Anne, situé avenue de Beauvais, est le premier des prieurés de la Fraternité sacerdotale Saint-Pie-X créés en France. Sa chapelle du Sacré-Cœur est ornée de vitraux représentant les sept saints fondateurs de la Bretagne ; y sont célébrées les messes selon la forme tridentine du rite romain.

## Culture locale et patrimoine

### Lieux et monuments
- Église Saint-Méen.

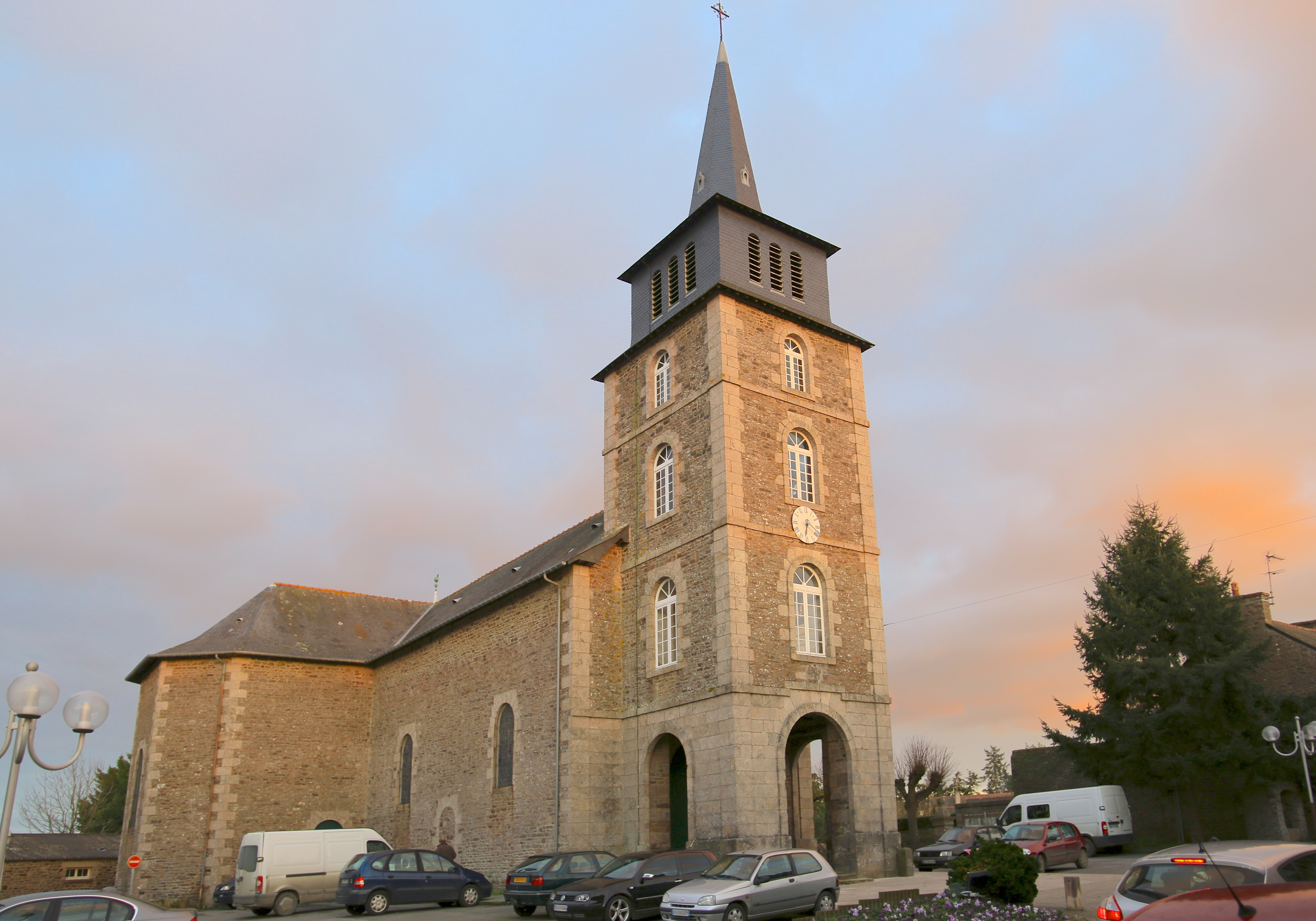
L'église Saint-Méen de Lanvallay.

- Manoir de Landeboulou, construit au (XVe siècle-XVIIIe siècle).
- Manoir du Bois-Harouard (XVIIe siècle)

## Jumelages
- Wangenbourg-Engenthal (France) depuis 1990.
- Walkern (Angleterre) depuis 2015.